# Union Europea de Futsal
L'Union Europea de Futsal detta anche European Union of Futsal (UEFS) è un organismo internazionale che raccoglie le federazioni nazionali dell'Europa che curano e gestiscono il gioco del football sala nella versione ufficiale dalla  FIFUSA.
L'UEFS è stata fondata nel 1988 a Madrid e si è poi spostata come sede a Mosca in Russia, comprende venti federazioni nazionali tra cui anche Australia ed Israele ed è affiliata alla rinata FIFUSA che aveva interrotto la propria attività per far spazio alla AMF, ma ora, dal 2016 la FIFUSA è ritornata ufficialmente nella gestione Mondiale del FUTSAL.
| European Union of Futsal (UEFS), Membri |                                                              |                                                                                 |  |
|                                         | Membro                                                       | Sito Web                                                                        |  |
| Armenia                                 | Armenian Futsal Federation                                   |                                                                                 |  |
| Paesi Baschi                            | Federación Vasca de Futbol Sala                              |                                                                                 |  |
| Bielorussia                             | Belarus Federation of Indoor Football                        | https://web.archive.org/web/20071007211702/http://www.futsal-by.com/            |  |
| Belgio                                  | Association Belge de Football en Salle                       | http://www.belgianfutsalfed.be/                                                 |  |
| Catalogna                               | Federació Catalana de Futbol Sala (FCFS)                     | https://web.archive.org/web/20070511001951/http://www.futsalcat.cat/            |  |
| Repubblica Ceca                         | Ceská federace sálového fotbalu-futsalu                      | http://www.futsal-salovyfotbal.com                                              |  |
| Danimarca                               | Danish Federation                                            |                                                                                 |  |
| Inghilterra                             | England Federation                                           |                                                                                 |  |
| Francia                                 | Union National Des Clubs De Futsal                           | http://www.uncfs.org/                                                           |  |
| Germania                                | Futsal Germany                                               |                                                                                 |  |
| Grecia                                  | Greece Federation                                            |                                                                                 |  |
| Italia                                  | Federazione Italiana Calcio da Sala " FUTSAL FICS"           | http://www.futsalfics.altervista.org                                            |  |
| Kazakistan                              | Kazakhstani Federation                                       |                                                                                 |  |
| Lettonia                                | Latvian Federation                                           |                                                                                 |  |
| Norvegia                                | Indoor Football Scandinavia (IFS)                            | http://www.indoorfootball.net/ Archiviato il 4 giugno 2007 in Internet Archive. |  |
| Portogallo                              | Portugal Federation                                          |                                                                                 |  |
| Russia                                  | Russian Futsal Federation (FFR)                              | https://web.archive.org/web/20070418102341/http://futsal-ffr.ru/                |  |
| Ucraina                                 | Ukrainian Federation                                         |                                                                                 |  |
| Svezia                                  | Indoor Football Scandinavia (IFS)                            | http://www.indoorfootball.net/ Archiviato il 4 giugno 2007 in Internet Archive. |  |
| Spagna                                  | Confederación Nacional de Federaciones Autonómicas de España | http://www.cnfutbolsala.com/mod/soccer/index.aspx                               |  |
|                                         |                                                              |                                                                                 |  |
| Slovacchia                              | Futsal Slovakia                                              | https://web.archive.org/web/20121018065902/http://www.futsalslovakia.sk/2012/   |  |
|                                         |                                                              |                                                                                 |  |
| Bulgaria                                | Bulgarian League Futsal – Blfz                               | http://www.blfz.eu Archiviato il 22 settembre 2017 in Internet Archive.         |  |
|                                         |                                                              |                                                                                 |  |
| Galizia                                 | Federación Gallega de Futbol sala                            | http://www.fgfs-galicia.com/                                                    |  |

| Membri associati    |                                            |                                                                   |
|                     | Membro                                     | Sito Web                                                          |
| Australia e Oceania | Futsal Federation of Australia and Oceania | https://web.archive.org/web/20070607180645/http://www.fao.net.au/ |
| Israele             | Israel Federation                          |                                                                   |

## Trofei organizzati
LA UEFS si occupa dell'organizzazione di trofei maschili e femminili, sia per le selezioni nazionali che per le squadre di club. La prima competizione ad essere organizzata fu il Campionato Europeo che si svolse per la prima volta nel 1989 a Madrid, in Spagna. Tale competizione è stata dominata inizialmente dalle formazioni iberiche: il Portogallo (poi campione del mondo nel 1991) vinse le edizioni del 1989 e del 1990; la Spagna vinse l'edizione del 1992. Successivamente il baricentro dei valori si spostò verso est, con la vittoria della Slovacchia nel 1995 poi della Russia nel 1998 e della Bielorussia nel 2004.
Due anni dopo l'indizione del primo campionato europeo per selezioni nazionali, la UEFS varò il primo trofeo per squadre di club, la Coppa dei Campioni UEFS che si svolge regolarmente ogni anno in una sede diversa, ad esclusione dell'anno 2000 quando non fu disputata. Tale competizione di club è stata affiancata nel 1995 dalla UEFS Cup svoltasi negli ultimi anni con cadenza annuale ma precedentemente svolta con saltuarietà negli anni 1995, 1997, 1998, 2000.
In campo femminile, l'attività per selezioni nazionali è iniziata nel 2001 in Russia, entrambe le edizioni sin qui svolte hanno visto trionfare la nazionale russa. Le manifestazioni di club analoghe a quelle maschili si svolgono dalla stagione 2004.